# Tung Hoành gia
Tung Hoành gia (chữ Hán: 縱橫家), là một học phái trong Cửu Lưu thập gia, thiên về nghệ thuật ngoại giao xuất hiện trong thời kỳ Chiến Quốc ở Trung Quốc.